# Ducs de Gascogne (entreprise)
Pour les articles homonymes, voir Ducs de Gascogne (homonymie).
Ducs de Gascogne est une entreprise agroalimentaire française qui commercialise du foie gras et des coffrets gastronomiques.
L'entreprise, fondée par Gabriel Dubarry en 1953, est basée dans le département du Gers.

## Historique
L'entreprise est créée en 1953 à Gimont dans le Gers, par Gabriel Dubarry. Son fils Pierre le rejoint en 1962 et prend la direction en 1971.
En 1977, Ducs de Gascogne ouvre sa première franchise en France, suivie par d'autres points de vente. L’entreprise développe sa gamme de paniers gastronomiques, notamment pour le marché du cadeau d’entreprise.
En 1987, Ducs de Gascogne exporte ses produits à travers l’Europe, puis au Japon. En 1999, Pierre Dubarry décide de sous-traiter la fabrication de la totalité des produits de la marque gimontoise. À cette date, la gamme compte 300 produits différents, elle emploie 86 salariés et annonce un chiffre d'affaires, pour 1998, de 71 millions de francs. En 2000, Ducs de Gascogne « externalise un quart de sa production et supprime d'ici à fin février 9 emplois sur 23 dans le secteur de la fabrication ».
En 2006, Laurence et Anne Dubarry, petites-filles du fondateur, poursuivent l’ouvrage et succèdent à leur père. En 2015, l'usine des Ducs de Gascogne à Gimont représente 75 salariés et 12 millions d'€ de chiffre d'affaires annuel et Pierre Dubarry en est propriétaire à 70%.
En 2017, Cyril et Marie Jollivet rachètent les Ducs de Gascogne. La société représente « 75 salariés, trois millions de boîtes de foie gras transformées et de terrines, un chiffre d'affaires de 11 millions d'euros l'an dernier dont 1 million à l'export, 240 points de vente dont 4 boutiques propres ».